# Apamea unicolor
Apamea unicolor là một loài bướm đêm trong họ Noctuidae.